# Ælfric

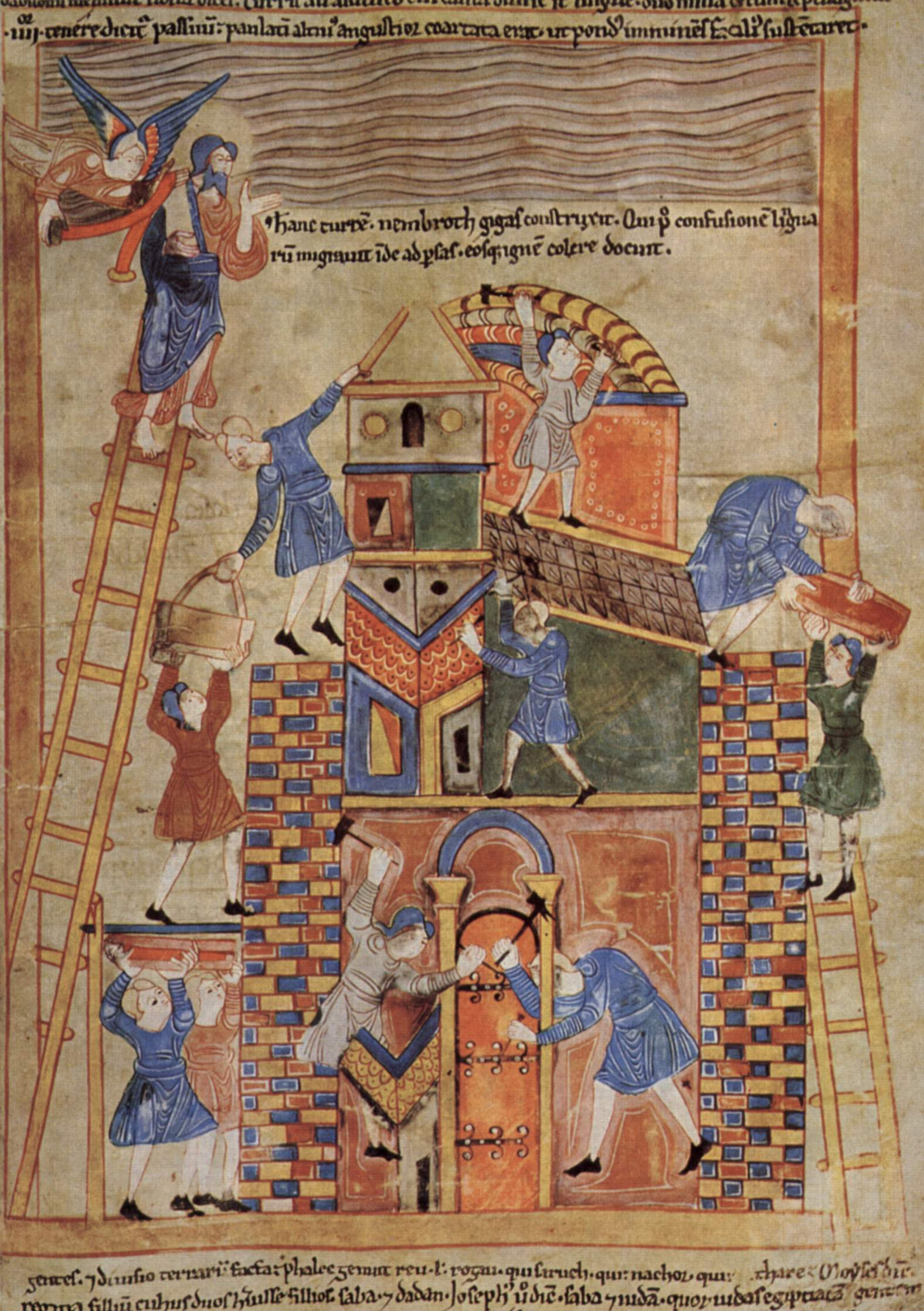
Manuskrypt ksiąg Starego Testamentu sporządzony przez Ælfric

Ælfric Grammaticus, również Elfryk Gramatyk (ur. ok. 955, zm. ok. 1015) – anglosaski mnich z zakonu benedyktynów i pisarz piszący po łacinie i angielsku.
Kształcił się w klasztorze benedyktyńskim Winchester, pod kierunkiem Etelwolda, który był tam biskupem w latach 963-984. Należy przypuszczać, że w Winchesterze odznaczył się jako uczony ponieważ w roku 987 został wysłany do opactwa w Cernel (obecnie Cerne Abbas w Dorset) aby nauczać tamtejszych mnichów. Od roku 1005 był opatem klasztoru w Eynsham (obecnie Evesham w Worcestershire).
Opracował, jako pomoc naukową dla kształcących się mnichów, adaptację łacińskiej gramatyki Prisciana oraz opracował podręcznik Colloquay. Były to ćwiczenia w formie dialogów z retoryki łacińskiej wraz z obszernymi wyjaśnieniami w języku angielskim.
Przełożył na angielski, dodając własny komentarz, siedem pierwszych ksiąg Starego Testamentu.
W dziejach zapisał się jako autor Kazań powszechnych (ang. Catholic Homilies, 989–1002), dzieła kompilacyjnego zawierającego przekłady opowieści biblijnych, dzieł Ojców Kościoła oraz żywotów świętych. Zyskało ono w średniowiecznej Anglii olbrzymią popularność.